# Yamanashi
Yamanashi (jap. 山梨市 Yamanashi-shi) miasto położone w prefekturze o tej samej nazwie na wyspie Honsiu w Japonii.

## Położenie
Miasto leży w północnej części prefekury nad rzeką Fuefuki. Graniczy z miastami:
- od wschodu Kōfu
- od południa Fuefuki
- od zachodu Kōshū
- od północy Chichibu (Prefektura Saitama)

## Historia
Miasto powstało 22 marca 2005 roku.

## Transport

### Kolejowy
Przez miasto przebiega Główna magistrala JR Chūō.

### Drogowy
- Drogi krajowe nr 140, 411.

## Miasta partnerskie
- Stany Zjednoczone: Sioux City